# Побудей Вадим Олександрович
Вадим Олександрович Побудей (біл. Вадзім Аляксандравіч Пабудзей; нар. 17 грудня 1994, Остров, Берестейська область, Білорусь) — білоруський футболіст, півзахисник «Гомеля».

## Клубна кар'єра
Вихованець ДЮСШ «Огаревичі» Ганцевицького району, грав за місцевий футбольний клуб «Ганцевичі» у чемпіонаті Берестейської області. У 2013 році допоміг своїй команді стати чемпіоном, відзначився голом у фінальному матчі проти берестейського «Брестжитлобуду». У серпні 2013 року перейшов до клубу Другої ліги «Барановичі». Незабаром закріпився в основі клубу, а наступного року разом із ним виграв Другу лігу. У сезоні 2015 року був одним із лідерів «Барановичів» у Першій лізі.
У березні 2016 року був запрошений на перегляд до берестейського «Динамо» та незабаром підписав контракт. 16 квітня 2016 року дебютував у Вищій лізі, провів усі 90 хвилин у матчі проти «Білшини» (2:4). У першій половині сезону 2016 року міцно стабільно у стартовому складі «Динамо» на обох флангах півзахисту, а потім став переважно запасним.
У квітні 2017 року Побудей перейшов до «Іслочі». Розпочав сезон у стартовому складі, але згодом став рідше з'являтися на полі. За підсумками сезону повернув собі місце в основі та з трьома голами допоміг команді зберегти місце у Вищій лізі. У сезоні 2018 року з'являвся на полі нерегулярно. У січні 2019 року залишив «Іслоч».
Незабаром після виходу з «Іслочі» поїхав на перегляд в мінський «Промінь» та підписав із клубом контракт. У березні 2019 року «Промінь» переїхав до Могильова та об'єднався з місцевим «Дніпром», а півзахисник став гравцем об'єднаної команди, яка отримала назву «Дняпро». Грав в основному складі, але могильовчанам не вдалося уникнути вильоту з Вищої ліги.
У січні 2020 року перейшов до казахського клубу «Жетису» і підписав з ним контракт. У «Жетису» чергували виходи в стартовому складі та на заміну. У січні 2021 року стало відомо, що Побудей покинув клуб із Талдикургана разом з іншими білоруськими футболістами.
У січні 2021 року тренувався з «Гомелем» та незабаром підписав контракт із клубом.

## Кар'єра в збірній
Наприкінці 2014 року, ще будучи гравцем «Барановичів», був помічений головним тренером молодіжної збірної Білорусі Ігорем Ковалевичем та запрошений до команди. Дебютував у молодіжній збірній 14 листопада 2014 року, вийшовши на заміну наприкінці товариського матчу з Литвою. У січні 2015 року у складі білоруської команди брав участь у Кубку Співдружності у Санкт-Петербурзі.
У жовтні 2021 року викликаний до національної збірної Білорусі на матчі з Естонією та Чехією. 8 жовтня 2021 року дебютував у збірній Білорусі, вийшов на заміну у другому таймі відбіркового матчу чемпіонату світу 2022 проти Естонії (0:2).

## Досягнення
- Друга ліга Білорусі
  -  Чемпіон (1): 2014

- У списку 22-ох найкращих гравців чемпіонату Білорусі: 2021

- Володар Кубка Білорусі (1):

«Торпедо-БелАЗ»: 2022-23
- Володар Суперкубка Білорусі (1):

«Торпедо-БелАЗ»: 2024

## Статистика виступів
| Сезон | Дивізіон | Клуб         | Країна    | Матчі | Голи |
| ----- | -------- | ------------ | --------- | ----- | ---- |
| 2013  | Д3       | «Барановичі» | Білорусь  | 12    | 1    |
| 2014  | Д3       | «Барановичі» | Білорусь  | 25    | 2    |
| 2015  | Д2       | «Барановичі» | Білорусь  | 28    | 3    |
| 2016  | Д1       | «Динамо»     | Білорусь  | 21    | 2    |
| 2017  | Д1       | «Іслоч»      | Білорусь  | 19    | 3    |
| 2018  | Д1       | «Іслоч»      | Білорусь  | 18    | 0    |
| 2019  | Д1       | «Дніпро»     | Білорусь  | 28    | 4    |
| 2020  | Д1       | «Жетису»     | Казахстан | 14    | 1    |